# Eucalyptus bowmanii
Eucalyptus bowmanii är en myrtenväxtart som beskrevs av Ferdinand von Mueller och George Bentham. Eucalyptus bowmanii ingår i släktet Eucalyptus och familjen myrtenväxter. Inga underarter finns listade i Catalogue of Life.